# Ortaköy
Ortaköy (literalmente "aldeia do meio") é um bairro do distrito de Beşiktaş da cidade de Istambul, Turquia, localizado sensivelmente a meio da margem europeia (ocidental) do estreito do Bósforo.
Durante a era otomana e durante as primeiras décadas da República da Turquia, Ortaköy foi uma área muito cosmopolita, onde habitavam, além de turcos, muitos gregos, arménios e judeus, o que é patente nas diversas estruturas religiosas ainda existentes, quer muçulmanas, quer judias, quer cristãs, tanto ortodoxas como de outras igrejas. Atualmente é uma zona muito popular entre os locais e os turistas, que enchem os inúmeros cafés, bares, restaurantes, galerias de arte e discotecas que existem na área.
Um dos edifícios mais emblemáticos do bairro é a mesquita neobarroca de Ortaköy, situada à beira do Bósforo. Outra construção famosa da zona é a Ponte do Bósforo, cujo pilar ocidental se situa em Ortaköy.
Em Ortaköy ou nas suas proximidades encontram-se algumas escolas de grande prestígio, como sejam o Liceu de Kabataş (em turco:  Kabataş Erkek Lisesi), fundado em 1908 pelo sultão Abdulamide II, e a Universidade de Galatasaray, fundada em 1992, uma universidade francófona derivada do famoso Liceu de Galatasaray (Galatasaray Lisesi).
O principal clube desportivo do bairro é o Ortaköy Spor Kulübü.

## História
Apesar de relativamente distante do centro da Constantinopla bizantina, Ortaköy teve um papel importante no dia-a-dia da cidade tanto na era bizantina como durante o período otomano. No século XVI, o sultão Solimão, o Magnífico incentivou os turcos a viverem para a zona, até então povoada essencialmente por não turcos. Um dos edifícios mais antigos da área é um hamam (balneário) construído em 1556, da autoria do famoso arquiteto imperial Mimar Sinan.
Em 1871 o sultão Abdulazize mandou construir o Palácio de Çırağan em Ortaköy, que habitou durante algum tempo e que depois se tornou o parlamento otomano. O palácio foi severamente danificado em 1910 por um incêndio, tendo sido restaurado na década de 1980. Atualmente é um dos hotéis mais luxuosos de Istambul, o Çırağan Palace Kempinski.
Grande parte da população não turca, outrora muito numerosa, praticamente desapareceu do do bairro. Após a criação do estado de Israel, o número de judeus decresceu rapidamente. Os motins de 1955, um episódio que ficou conhecido como o Pogrom de Istambul, provocou o abandono da maior parte das minorias étnicas de Ortaköy, nomeadamente os gregos e arménios. Atualmente há muito poucos residentes não muçulmanos no bairro.